# George-Auguste Gigault
George-Auguste Gigault, aussi connu sous le nom de Georges-Auguste Gigault (23 novembre 1845-25 avril 1915) est un notaire et homme politique fédéral du Québec.

## Biographie
Né à Saint-Mathias dans le Canada-Est, il étudie au Séminaire de Saint-Hyacinthe et en droit à Montréal, où il obtint une licence lui permettant de pratiquer le notariat en 1867. Il pratiqua ensuite son métier à Saint-Césaire et à Sainte-Foy. En 1874, il tente sans succès de devenir député du Parti conservateur dans la circonscription de Rouville. Devenu maire de la municipalité de Saint-Césaire en 1875, jusqu'en 1878, il servit également comme maître des postes. Élu et réélu dans Rouville en 1878, 1882 et 1887, il est défait en 1891 alors qu'il tenta d'être réélu à titre de député Nationaliste-conservateur en réaction à son opposition face à l'exécution de Louis Riel. En 1892, il est défait dans la circonscription provinciale de Rouville. Plus tard au cours de la même année, il est nommé assistant commissaire dans le Département de l'Agriculture et de la Colonisation du Québec. Il est maire de Sainte-Foy de 1905 à 1913. Il est mort à Sainte-Foy en 1915.

## Hommages
La rue Gigault a été nommée en son honneur, en 1951, dans l'ancienne ville de Sainte-Foy, maintenant présente dans la ville de Québec.